# هربرت توبياس
هربرت توبياس (بالألمانية: Herbert Tobias)‏ هو مصور وممثل ألماني، ولد في 14 ديسمبر 1924 في ألمانيا، وتوفي بنفس المكان في 17 أغسطس 1982.

## وصلات خارجية
- هربرت توبياس على موقع IMDb (الإنجليزية)
- هربرت توبياس على موقع ديسكوغز (الإنجليزية)
- هربرت توبياس على موقع كينوبويسك (الروسية)